# Receptor (Pro)renina
O Receptor (Pro)renina é uma proteína componente da membrana celular. Faz parte do sistema renina angiotensina aldosterona.

## Locais de expressão
Elevada : Cérebro, Coração e Placenta.
Moderada: Fígado, Pâncreas e Rins.
Leve: Pulmões, Musculatura esquelética e Retina.

## Agonistas (estimulam o receptor)
- Renina.
- Pró-renina.

## Antagonistas (bloqueiam o receptor)
Ichihara e colaboradores desenvolveram um peptídeo composto por oito aminoácidos, com a finalidade bloquear o sítio de ligação da renina e pró-renina ao Receptor (Pro)renina. Sua fórmula é NH2-IPLKKMPS-COOH, ou seja:
```
Isoleucina - Prolina - Leucina - Lisina - Lisina - Metionina - Prolina - Serina
```

## Ações
Segundo Beierwaltes, este receptor é suposto como tendo possíveis funções diferentes.
1. Ativa a pró-renina, passando esta enzima a ter ação semelhante a renina.
2. Receptor de limpeza, através de internalização e digestão da pró-renina ou renina.
3. Internalização e ativação da pró-renina, como passo de uma cadeia renina angiotensina intracelular.

Campbell cita citadas outras ações fisiológicas do receptor:
1. Aumenta a eficiência catalítica da renina (Maior formação de angiotensina I.).
2. Estímulo a produção de células musculares lisas vasculares.
3. Fosforilação da ERK1 (extracellular signal-related protein kinase 1) e ERK2.
4. Aumento da atividade da MAPK (mitogen-activated protein kinase).
5. Fosforilação da HSP (heat shock protein) 27.
6. Estímulo a produção de TGF1 (transforming growth factor 1).
7. Estímulo a produção de PAI1 (plasminogen activator inhibitor-1).